# Anomala placida
Anomala placida är en skalbaggsart som beskrevs av Benderitter 1927. Anomala placida ingår i släktet Anomala och familjen Rutelidae. Inga underarter finns listade i Catalogue of Life.